# Runstav

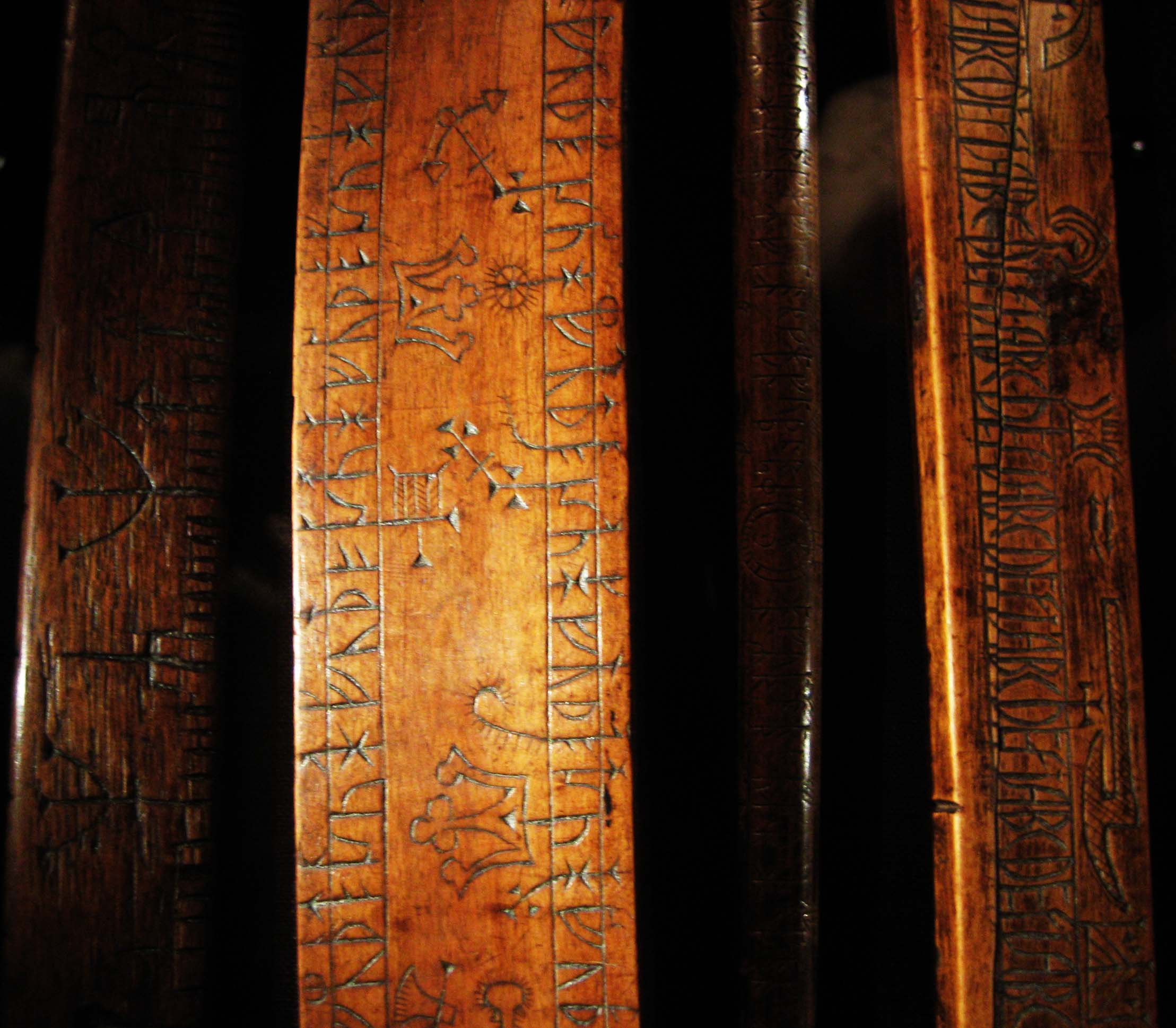
Runstavssamling på Lunds historiska museum.

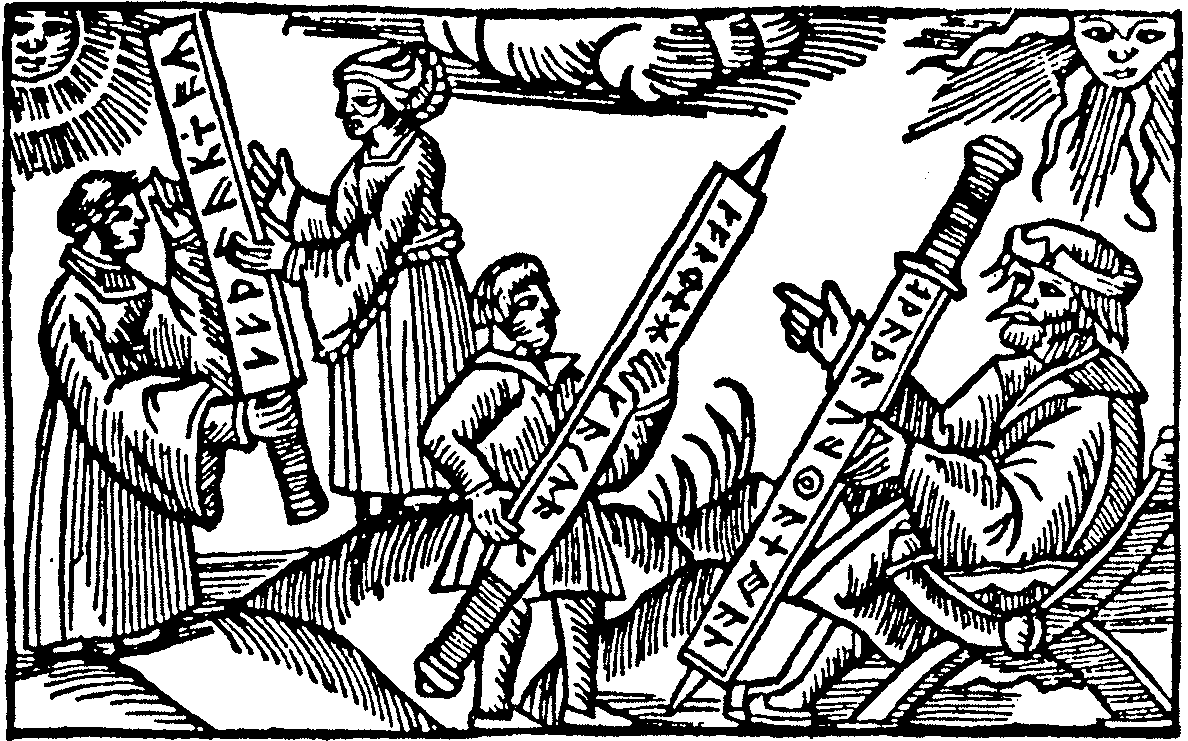
De äldre lär ut runstavens hemligheter till de yngre.

Tryckt avbildning av en runstav i Malma kyrkoarkiv. Datering okänd.

Runstav eller primstav är en äldre skandinavisk evighetskalender i form av en trästav (och i sällsynta fall ben- eller hornstav) med inristade runor. Runstavar användes främst i Sverige under 1500-talet och 1600-talet.

## Funktion
Runstaven har oftast tre rader med tecken. 
- Gyllentalen: De sexton vikingatida runorna kompletterade med tre "nya" runor kallade aurlaugur, tvimladur och blegthor vilka getts siffervärdena 17, 18 och 19. Siffervärdena överensstämmer inte helt med vikingatidens alfabet, då l- och m- runan bytte plats under medeltiden, möjligen så tidigt som under 1100-talet.[1]

Gyllentalen används för att beteckna gyllentalet, som behövs för att veta när nytändning, det vill säga den första månskäran vid nymåne, infaller. Gyllentalen anges inte i ordningsföljd, utan efter en speciell följd, gyllentalscykeln som upprepas 12 gånger varpå läggs till 7 gyllental, sammanlagt 235 tecken.
Metoden att fastställa nytändningen byggde på antagandet att 235 synodiska månader omfattade samma tidsrymd som 19 kalenderår. Så är dock inte fallet, över en period på 1000 år försköt sig nymånens tändning 3-4 dagar. Redan på 1500-talet var detta känt, men så länge man kände till missvisningen gick det bra att använda de gamla runstavarna. De nytillverkade runstavarna som tillverkades efter 1690 kom att ha "rättade gyllental", för att korrigera avvikelsen. Medan runstavar från före 1690 inleddes med th-runan inledde senare runstavar med belgthor-runan.
- De sju första runorna i den yngre futharken, upprepade 52 gånger (=364) för att visa på veckornas följd på varandra. Dessa kallas söndagsbokstäver eller soltal.
- Ett antal symboler, som betecknar olika viktiga helgdagar.

För att kunna använda en runstav krävs det att man vet det aktuella årets gyllental, samt årets söndagsbokstav. Det vill säga den runa som betecknar söndag det aktuella året.

## Historik
Runstavar är belagda med säkerhet först på 1200-talet, men kan ha använts tidigare.
Den äldsta bevarade runstaven är den så kallade Nyköpingsstaven, som hittades 1964 vid en utgrävning i Nyköping. Denna åttakantiga stav är tillverkad i idegran vid 1200-talets mitt eller något senare. Gyllentalsrunorna på staven har former lika runor från slutet av 1000-talet. Tyvärr är inte hela Nyköpingsstaven bevarad då den senare gjorts om till besman. Runstavar tillverkade 1437 och 1457 finns på Nationalmuseet i Köpenhamn.
Evighetskalendrar med bokstäver för veckans dagar och gyllental för att beräkna högtidsdagarnas infallande förekom redan på 500-talet och i Sverige finns en sådan i Vallentunakalendariet från 1100-talet. Runkalendrar är tidigt kända i Norden, en av de äldsta svenska är en gotländsk från 1328. Denna är dock i bokform.
De danska och norska kalenderstavarna skiljer sig från de svenska. De norska har bortsett från några runstavar från gränsbygderna mot Sverige endast skåror för att beteckna märkesdagar. Sådana kalendrar utan runor, så kallade primstavar, förekommer även i Sverige i Skåne, Bohuslän, Dalsland, Värmland, Härjedalen och Jämtland Den enda kända skånska kalenderstaven är av denna typ. De västgötska kalenderstavarna har veckodagarna angivna med karvstreck och särskilda tecken för helgdagarna, samt gyllentalen skrivna med ett särskilt chiffer, men saknar runor. I de gammelsvenska landskapen i övrigt dominerar dock stavar med veckodagarna betecknade med runor. Då skrivkunnigheten var föga utbredd under medeltiden användes så kallade bildalmanackor, där helgondagarna betecknas med symboler för helgondagarna i stället för text. Sådana var vanliga på europeiska kontinenten under senmedeltiden. I vissa delar av Österrike förekom sådana kalendrar lång in på 1900-talet. I Danmark blev dessa vanliga under 1500-talet, och förekommer med såväl runor som latinska bokstäver.
Första gången runstavar omtalas i litteraturen är 1555 i Olaus Magnus verk Historia om de nordiska folken. Flest runstavar finns bevarade från 1500-talet och 1600-talet. Detta kan, enligt Sven-Göran Hallonquist, bero på att undervisning om gyllental och söndagsbokstäver fanns i de svenska psalmböckerna från 1545 och 1567.
En bidragande orsak kan även spåras i Johannes Bureus och de efterföljande göticisternas intresse för runstavarna. I sin 1599 utgivna runtavla Runokenslones lerespon publicerade han bilden av en runstav. 1615 erhöll Gustav II Adolf en runstav i nyårsgåva av Bureus. Ole Worm lät 1626 ge ut ett arbete där han hävdade att runstaven var en dansk uppfinning och därifrån spridit sig till Sverige och Norge, något som väckte ont blod hos de svenska forskarna, som snabbt försökte motbevisa tesen. I själva verket var runstavarna absolut vanligast i Sverige. År 1630 utfärdade Gustaf II Adolf ett memorial om att efterforska förekomsten av runstavar i de olika socknarna och hur många som kunde förstå dem. I Fresta socken i Uppland påträffades 14 runstavar och i Hammarby socken 22 runstavar. År 1634 förtecknades 55 runstavar från Kalmar län, varav 12 från Misterhults socken. Olof Rudbeck har beskrivit hur kunskaperna i runstavens hantering under hans tid börjat försvinna, men hur han på Distingsmarknaden 1689 träffade en gråhårig gubbe som sålde bast, vilken på sin runstav kunde undervisa honom hur man räknade ut månens tider på himlavalvet. Genom sin forskning om runstavarna menade sig Rudbeck ha upptäckt att runstaven uppfunnits av svenskarna år 1859 efter världens skapelse.
År 1690 utkom en liten undervisning för gemene man hur runstaven skulle läsas. År 1714 föreläste Petrus Elvius vid Uppsala universitet om hur runstavar skulle skäras, och vid denna tid blev promenadkäppar utformade som runstavar populära bland de högre stånden.
Den gregorianska kalenderreformen 1753 gjorde de gamla runstavarna oanvändbara och bruket upphörde därför. Enstaka runstavar med kalendern korrigerad utifrån den nya kalendern tillverkades dock. I en enklare form levde dock evighetskalendrarna kvar, ett exempel är kalenderdosorna som tillverkades vid Bjurfors och därefter vid Skultuna bruk in på 1800-talet.

## Utbredning
Runstavarnas utbredning motsvarar det medeltida Sverige, men det finns även ett mindre antal runstavar från östra Norge, samt fynd från svenskbygder i Estland och Ukraina. I Västergötland hade man dock inte runor på primstavarna utan symboler av danskt och tyskt ursprung. Detta kan, enligt Hallonquist, ha att göra med Skara stifts tidiga tillkomst.
Runstavarnas utförande varierar oftast i de olika regionerna. Så är svärdsliknande runstavar typiska för Uppland.

## Fotnoter
1. 1 2 3 4  En runstav från Tierps socken, Artikel av Erik och Kerstin Berg i årsboken Uppland 1998
2. 1 2 3 4 5  Runstaven, en ursvensk rådgivare åt Sveriges bönder, Nils Lithberg i Kulturen 1932
3. ↑  Runstavarnas tecken, Sten-Bertil Vide i Kulturens årsbok 1961
4. ↑  En götisk runstav i Kulturens samlingar, Sten-Bertil Vide i Kulturens årsbok 1949
5. ↑  ”Kalenderdosor: Norman Salmson”. Myntbloggen.se. augusti 2012. http://myntbloggen.se/tag/kalenderdosor-norman-salmson/. Läst 2 januari 2020.